# Couvains (Manche)
Couvains ist eine französische Gemeinde mit 577 Einwohnern (Stand: 1. Januar 2022) im Département Manche in der Region Normandie. Die Gemeinde gehört zum Kanton Pont-Hébert im Arrondissement Saint-Lô. Die Einwohner werden Couvinots genannt.

## Geographie
Couvains liegt etwa sieben Kilometer nordöstlich von Saint-Lô. Umgeben wird Couvains von den Nachbargemeinden Saint-Jean-de-Savigny im Norden, Cerisy-la-Forêt im Nordosten, Saint-Georges-d’Elle im Osten, Saint-André-de-l’Épine im Süden und Südosten, La Luzerne im Südwesten, Villiers-Fossard im Westen sowie Saint-Clair-sur-l’Elle im Nordwesten.

## Einwohnerentwicklung
| 1962 | 1968 | 1975 | 1982 | 1990 | 1999 | 2006 | 2018 |
| 512  | 499  | 420  | 432  | 426  | 383  | 423  | 525  |

## Kultur und Sehenswürdigkeiten
- Kirche Notre-Dame aus dem 13. Jahrhundert

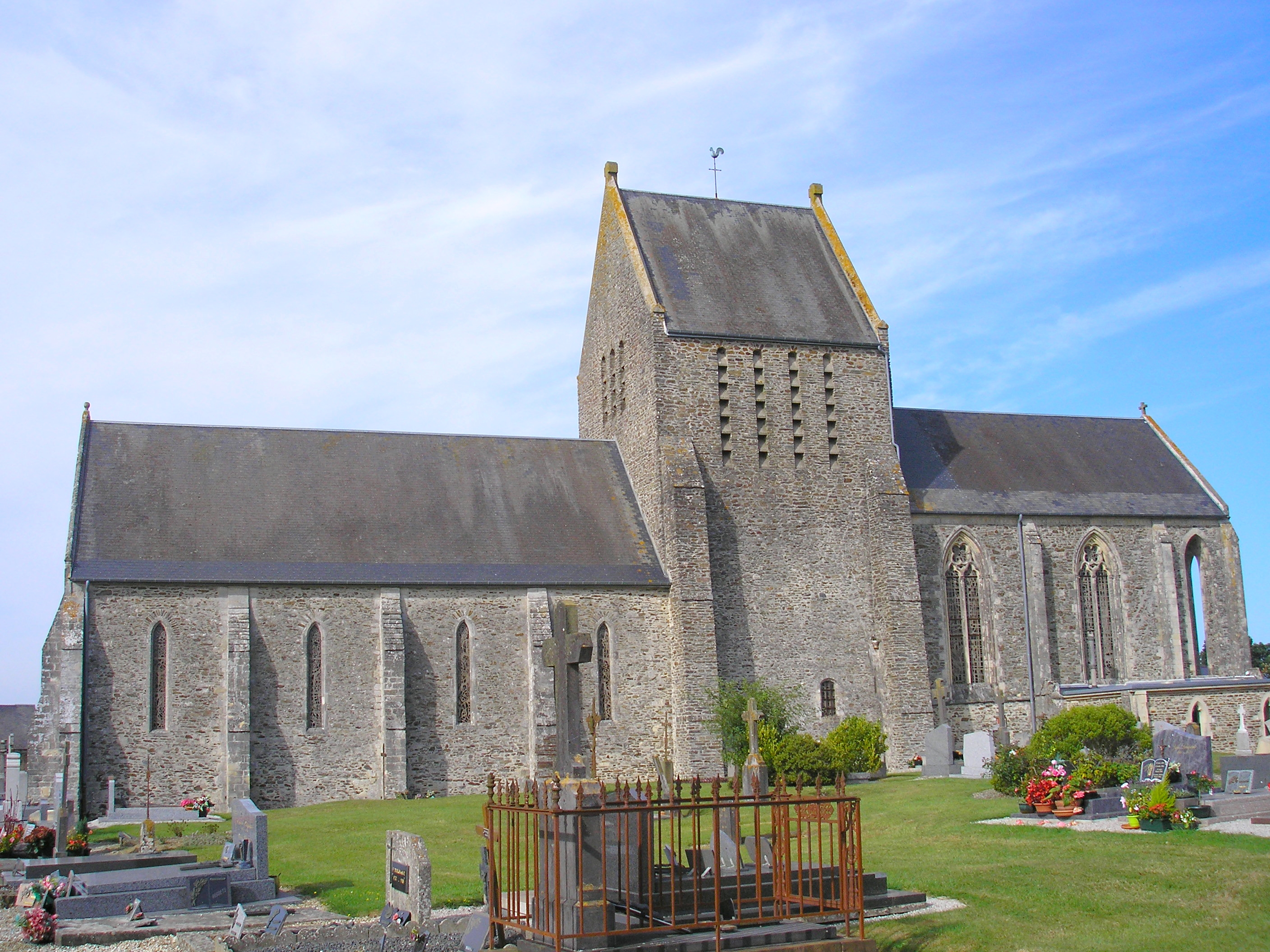
Kirche Notre-Dame

- Ruinen des Schlosses Couvains
- Schloss und Kapelle Mesnilville